# León Arena
La Plaza de Toros de León, también conocida desde hace varios años como León Arena, es una plaza de toros que se encuentra en la ciudad de León, España. 
La Plaza de Toros de «El Parque» se inauguró el 24 de junio de 1948, cubriendo una carencia que hacía de León una de las últimas capitales de provincia en tener una Plaza de Toros de obra ya que hasta ese momento existía en esta localidad una plaza provisional de madera edificada en 1912.
Fue obra del arquitecto Domingo López. El coso se inauguró con una corrida de Felipe Bartolomé que lidiaron los espadas Luís Miguel Dominguín, Paquito Muñoz y Pepín Martín Vázquez.
En el año 1993 Gustavo Postigo compró la Plaza de Toros de León. Seis años llevaba cerrada, con varios tendidos hundidos y la cimentación seriamente afectada, encontrándose en un estado deplorable. Inmediatamente empezó las obras de restauración y al siguiente año se celebró su reinauguración con un éxito impresionante.
Actualmente pertenece  a la empresa privada León Arena, S.L..
Tiene una superficie de 2.000 metros cuadrados y una capacidad para 10 000 espectadores. En el año 2000 se instaló una cúpula móvil de cristal, lo cual permite organizar eventos en su interior también durante los meses otoñales e invernales, convirtiéndose pues en un recinto deportivo moderno. 
Actualmente es usada para conciertos musicales, corridas de toros y eventos culturales de gran capacidad de aforo, sin embargo, también ha sido escenario de partidos de balonmano y de baloncesto.